# Brian Óscar Sarmiento
Brian Óscar Sarmiento (Rosario, 22 d'abril de 1990) és un futbolista argentí, que ocupa la posició de davanter. Ha estat internacional sub-17 amb la selecció argentina.
Comença la seua carrera a l'Estudiantes de La Plata, tot fitxant el 2007 pel Racing de Santander, en un complicat traspàs que va involucrar al Tribunal d'Arbitratge de l'Esport. Eixe any, el davanter no va jugar cap encontre amb els càntabres. Posteriorment ha estat cedit a dos equips de Segona Divisió, el Xerez CD i el Girona FC.